# برومو متان
برومو متان (انگلیسی: Bromomethane) که اغلب با نام متیل برومید شناخته می‌شود، نوعی ترکیب آلی به شکل یک گاز بی‌بو و بی‌رنگ است.